# Liga de Campeones de la EHF 2011-12
La Liga de Campeones de la EHF 2011-12 fue la 52.ª edición de la competición. Arrancó en septiembre de 2011 y concluyó a finales de mayo de 2012. La final a 4 se jugó en Lanxess Arena de Colonia.

## Ronda de clasificación
La ronda de clasificación consta de cuatro grupos de cuatro equipos cada uno, el ganador de cada grupo consigue una plaza en la Liga de Campeones de la EHF 2011-12. El sistema de competición de cada grupo de clasificación es igual que el de la final a 4. Tres de los cuatro grupos estarán formados por equipos campeones de las ligas europeas que se encuentran entre los puestos 11º al 27º en el ranking de ligas de la EHF. El otro grupo lo formarán cuatro equipos invitados por la EHF. Los equipos que queden eliminados en esta ronda pasarán a disputar la Copa EHF. Ya se conocen los emparejamientos pero faltan las sedes de los grupos que se disputarán el 3 y 4 de septiembre.

### Grupo 1
|  | Semifinales          | Semifinales          |    |               | Final            | Final |  |
|  |                      |                      |    |               |                  |       |  |
|  |                      |                      |    |               |                  |       |  |
|  |                      |                      |    |               |                  |       |  |
|  | Tatran Presov        | 28                   |    |               |                  |       |  |
|  | FC Porto/Vitalis     | 29                   |    |               |                  |       |  |
|  |                      |                      |    |               |                  |       |  |
|  |                      |                      |    |               |                  |       |  |
|  |                      |                      |    |               | FC Porto/Vitalis | 26    |  |
|  |                      | RK Partizan Belgrado | 33 |               |                  |       |  |
|  |                      |                      |    |               |                  |       |  |
|  |                      |                      |    |               |                  |       |  |
|  |                      |                      |    |               | Consolación      |       |  |
|  |                      |                      |    |               |                  |       |  |
|  | AEK Atenas           | 25                   |    | Tatran Presov | 40               |       |  |
|  | RK Partizan Belgrado | 26                   |    |               | AEK Atenas       | 23    |  |

### Grupo 2
|  | Semifinales     | Semifinales     |    |             | Final       | Final |  |
|  |                 |                 |    |             |             |       |  |
|  |                 |                 |    |             |             |       |  |
|  |                 |                 |    |             |             |       |  |
|  | IK Sävehof      | 34              |    |             |             |       |  |
|  | Besiktas JK     | 28              |    |             |             |       |  |
|  |                 |                 |    |             |             |       |  |
|  |                 |                 |    |             |             |       |  |
|  |                 |                 |    |             | IK Sävehof  | 33    |  |
|  |                 | HC Dinamo Minsk | 32 |             |             |       |  |
|  |                 |                 |    |             |             |       |  |
|  |                 |                 |    |             |             |       |  |
|  |                 |                 |    |             | Consolación |       |  |
|  |                 |                 |    |             |             |       |  |
|  | HC Dinamo Minsk | 32              |    | Besiktas JK | 37          |       |  |
|  | aon Fivers      | 23              |    |             | aon Fivers  | 33    |  |

### Grupo 3
|  | Semifinales           | Semifinales |    |                       | Final            | Final |  |
|  |                       |             |    |                       |                  |       |  |
|  |                       |             |    |                       |                  |       |  |
|  |                       |             |    |                       |                  |       |  |
|  | RK Metalurg           | 27          |    |                       |                  |       |  |
|  | Maccabi Rishon LeZion | 19          |    |                       |                  |       |  |
|  |                       |             |    |                       |                  |       |  |
|  |                       |             |    |                       |                  |       |  |
|  |                       |             |    |                       | RK Metalurg      | 29    |  |
|  |                       | Haslum HK   | 28 |                       |                  |       |  |
|  |                       |             |    |                       |                  |       |  |
|  |                       |             |    |                       |                  |       |  |
|  |                       |             |    |                       | Consolación      |       |  |
|  |                       |             |    |                       |                  |       |  |
|  | FH Hafnarfjördur      | 29          |    | Maccabi Rishon LeZion | 43               |       |  |
|  | Haslum HK             | 36          |    |                       | FH Hafnarfjördur | 42    |  |

### Grupo Wild Card
|  | Semifinales             | Semifinales        |    |                         | Final                | Final |  |
|  |                         |                    |    |                         |                      |       |  |
|  |                         |                    |    |                         |                      |       |  |
|  |                         |                    |    |                         |                      |       |  |
|  | Rhein-Neckar Löwen      | 36                 |    |                         |                      |       |  |
|  | Dunkerque HB            | 30                 |    |                         |                      |       |  |
|  |                         |                    |    |                         |                      |       |  |
|  |                         |                    |    |                         |                      |       |  |
|  |                         |                    |    |                         | KS Vive Targi Kielce | 32    |  |
|  |                         | Rhein-Neckar Löwen | 30 |                         |                      |       |  |
|  |                         |                    |    |                         |                      |       |  |
|  |                         |                    |    |                         |                      |       |  |
|  |                         |                    |    |                         | Consolación          |       |  |
|  |                         |                    |    |                         |                      |       |  |
|  | Cuatro Rayas Valladolid | 19                 |    | Cuatro Rayas Valladolid | 23                   |       |  |
|  | KS Vive Targi Kielce    | 21                 |    |                         | Dunkerque HB         | 27    |  |

## Fase de grupos
Esta fase está formada por 4 liguillas con 6 equipos cada una. Los cuatro primeros que se clasifiquen pasan a los octavos de final.
|  | Equipos clasificados para los octavos de final. |

### Grupo A
| Equipo                    | PJ | PG | PE | PP | GF  | GC  | Dif  | Pts |
| ------------------------- | -- | -- | -- | -- | --- | --- | ---- | --- |
| FC Barcelona Intersport   | 10 | 9  | 0  | 1  | 336 | 245 | +91  | 18  |
| Croatia Osiguranje Zagreb | 10 | 8  | 0  | 2  | 289 | 255 | +34  | 16  |
| IK Sävehof                | 10 | 5  | 0  | 5  | 291 | 300 | -9   | 10  |
| Kadetten Schaffhausen     | 10 | 4  | 0  | 6  | 309 | 283 | +26  | 8   |
| Chambéry Savoie HB        | 10 | 4  | 0  | 6  | 276 | 270 | +6   | 6   |
| Bosna BH Gas Sarajevo     | 10 | 0  | 0  | 10 | 195 | 343 | -148 | 0   |

| Fecha            | Lugar                | Local                     | Resultado | Visitante                 |
| ---------------- | -------------------- | ------------------------- | --------- | ------------------------- |
| 29 de septiembre | Arena Zagreb         | Croatia Osiguranje Zagreb | 30-26     | IK Sävehof                |
| 1 de octubre     | Palau Blaugrana      | FC Barcelona Intersport   | 28-25     | Chambéry Savoie HB        |
| 1 de octubre     | Mirza Delibasic Hall | Bosna BH Gas Sarajevo     | 23-34     | Kadetten Schaffhausen     |
| 6 de octubre     | Schweizersbildhalle  | Kadetten Schaffhausen     | 26-30     | FC Barcelona Intersport   |
| 8 de octubre     | Arena Zagreb         | Croatia Osiguranje Zagreb | 33-19     | Bosna BH Gas Sarajevo     |
| 9 de octubre     | Le Phare             | Chambéry Savoie HB        | 33-30     | IK Sävehof                |
| 13 de octubre    | Schweizersbildhalle  | Kadetten Schaffhausen     | 27-28     | Croatia Osiguranje Zagreb |
| 15 de octubre    | Palau Blaugrana      | FC Barcelona Intersport   | 36-24     | IK Sävehof                |
| 15 de octubre    | Mirza Delibasic Hall | Bosna BH Gas Sarajevo     | 18-25     | Chambéry Savoie HB        |
| 20 de octubre    | Partillebohallen     | IK Sävehof                | 24-20     | Bosna BH Gas Sarajevo     |
| 22 de octubre    | Arena Zagreb         | Croatia Osiguranje Zagreb | 30-31     | FC Barcelona Intersport   |
| 22 de octubre    | Le Phare             | Chambéry Savoie HB        | 33-29     | Kadetten Schaffhausen     |
| 17 de noviembre  | Partillebohallen     | IK Sävehof                | 31-25     | Kadetten Schaffhausen     |
| 19 de noviembre  | Mirza Delibasic Hall | Bosna BH Gas Sarajevo     | 17-43     | FC Barcelona Intersport   |
| 20 de noviembre  | Le Phare             | Chambéry Savoie HB        | 26-28     | Croatia Osiguranje Zagreb |
| 24 de noviembre  | Schweizersbildhalle  | Kadetten Schaffhausen     | 40-32     | IK Sävehof                |
| 26 de noviembre  | Palau Blaugrana      | FC Barcelona Intersport   | 37-19     | Bosna BH Gas Sarajevo     |
| 26 de noviembre  | Arena Zagreb         | Croatia Osiguranje Zagreb | 28-20     | Chambéry Savoie HB        |
| 3 de diciembre   | Palau Blaugrana      | FC Barcelona Intersport   | 33-29     | Kadetten Schaffhausen     |
| 3 de diciembre   | Mirza Delibasic Hall | Bosna BH Gas Sarajevo     | 21-26     | Croatia Osiguranje Zagreb |
| 4 de diciembre   | Partillebohallen     | IK Sävehof                | 32-31     | Chambéry Savoie HB        |
| 9 de febrero     | Schweizersbildhalle  | Kadetten Schaffhausen     | 43-18     | Bosna BH Gas Sarajevo     |
| 12 de febrero    | Le Phare             | Chambéry Savoie HB        | 19-30     | FC Barcelona Intersport   |
| 12 de febrero    | Partillebohallen     | IK Sävehof                | 28-25     | Croatia Osiguranje Zagreb |
| 16 de febrero    | Schweizersbildhalle  | Kadetten Schaffhausen     | 28-24     | Chambéry Savoie HB        |
| 18 de febrero    | Mirza Delibasic Hall | Bosna BH Gas Sarajevo     | 21-38     | IK Sävehof                |
| 18 de febrero    | Palau Blaugrana      | FC Barcelona Borges       | 29-30     | Croatia Osiguranje Zagreb |
| 25 de febrero    | Arena Zagreb         | Croatia Osiguranje Zagreb | 31-28     | Kadetten Schaffhausen     |
| 25 de febrero    | Le Phare             | Chambéry Savoie HB        | 40-19     | Bosna BH Gas Sarajevo     |
| 26 de febrero    | Partillebohallen     | IK Sävehof                | 26-39     | FC Barcelona Intersport   |

### Grupo B
| Equipo                | PJ | PG | PE | PP | GF  | GC  | Dif | Pts |
| --------------------- | -- | -- | -- | -- | --- | --- | --- | --- |
| BM Atlético de Madrid | 10 | 7  | 2  | 1  | 318 | 285 | +33 | 16  |
| MKB Veszprém KC       | 10 | 6  | 0  | 4  | 266 | 266 | 0   | 12  |
| KS Vive Targi Kielce  | 10 | 5  | 1  | 4  | 295 | 255 | +10 | 11  |
| Füchse Berlin         | 10 | 5  | 1  | 4  | 296 | 292 | +4  | 11  |
| Chejovskie Medvedi    | 10 | 3  | 4  | 3  | 291 | 276 | +15 | 10  |
| Bjerringbro-Silkeborg | 10 | 0  | 0  | 10 | 253 | 315 | -62 | 0   |

| Fecha           | Lugar                  | Local                 | Resultado | Visitante             |
| --------------- | ---------------------- | --------------------- | --------- | --------------------- |
| 2 de octubre    | Hala Legionów          | KS Vive Targi Kielce  | 25-29     | MKB Veszprém KC       |
| 2 de octubre    | Silkeborg-Hallerne     | Bjerringbro-Silkeborg | 27-30     | BM Atlético de Madrid |
| 2 de octubre    | Sporthall Olimpijski   | Chejovskie Medvedi    | 31-31     | Füchse Berlin         |
| 8 de octubre    | Veszprém Aréna         | MKB Veszprém KC       | 32-25     | Bjerringbro-Silkeborg |
| 9 de octubre    | Pabellón Max Schmeling | Füchse Berlin         | 30-27     | KS Vive Targi Kielce  |
| 9 de octubre    | Palacio de Vistalegre  | BM Atlético de Madrid | 30-30     | Chejovskie Medvedi    |
| 13 de octubre   | Sporthall Olimpijski   | Chejovskie Medvedi    | 30-31     | KS Vive Targi Kielce  |
| 15 de octubre   | Palacio de Vistalegre  | BM Atlético de Madrid | 37-28     | MKB Veszprém KC       |
| 16 de octubre   | Silkeborg-Hallerne     | Bjerringbro-Silkeborg | 25-30     | Füchse Berlin         |
| 22 de octubre   | Veszprém Aréna         | MKB Veszprém KC       | 24-22     | Chejovskie Medvedi    |
| 23 de octubre   | Hala Legionów          | KS Vive Targi Kielce  | 37-29     | Bjerringbro-Silkeborg |
| 23 de octubre   | Max-Schmeling-Halle    | Füchse Berlin         | 33-37     | BM Atlético de Madrid |
| 16 de noviembre | Pabellón Max Schmeling | Füchse Berlin         | 24-29     | MKB Veszprém KC       |
| 16 de noviembre | Hala Legionów          | KS Vive Targi Kielce  | 29-37     | BM Atlético de Madrid |
| 20 de noviembre | Silkeborg-Hallerne     | Bjerringbro-Silkeborg | 25-35     | Chejovskie Medvedi    |
| 24 de noviembre | Sporthall Olimpijski   | Chejovskie Medvedi    | 30-23     | Bjerringbro-Silkeborg |
| 27 de noviembre | Veszprém Aréna         | MKB Veszprém KC       | 24-33     | Füchse Berlin         |
| 27 de noviembre | Palacio de Vistalegre  | BM Atlético de Madrid | 28-27     | KS Vive Targi Kielce  |
| 1 de diciembre  | Sporthall Olimpijski   | Chejovskie Medvedi    | 29-29     | BM Atlético de Madrid |
| 4 de diciembre  | Hala Legionów          | KS Vive Targi Kielce  | 32-29     | Füchse Berlin         |
| 4 de diciembre  | Silkeborg-Hallerne     | Bjerringbro-Silkeborg | 19-25     | MKB Veszprém KC       |
| 11 de febrero   | Veszprém Aréna         | MKB Veszprém KC       | 21-24     | KS Vive Targi Kielce  |
| 11 de febrero   | Palacio de Vistalegre  | BM Atlético de Madrid | 31-27     | Bjerringbro-Silkeborg |
| 12 de febrero   | Pabellón Max Schmeling | Füchse Berlin         | 31-28     | Chejovskie Medvedi    |
| 16 de febrero   | Sporthall Olimpijski   | Chejovskie Medvedi    | 30-26     | MKB Veszprém KC       |
| 19 de febrero   | Palacio de Vistalegre  | BM Atlético de Madrid | 32-27     | Füchse Berlin         |
| 19 de febrero   | Silkeborg-Hallerne     | Bjerringbro-Silkeborg | 26-37     | KS Vive Targi Kielce  |
| 22 de febrero   | Hala Legionów          | KS Vive Targi Kielce  | 26-26     | Chejovskie Medvedi    |
| 25 de febrero   | Pabellón Max Schmeling | Füchse Berlin         | 28-27     | Bjerringbro-Silkeborg |
| 25 de febrero   | Veszprém Aréna         | MKB Veszprém KC       | 28-27     | BM Atlético de Madrid |

### Grupo C
| Equipo            | PJ | PG | PE | PP | GF  | GC  | Dif | Pts |
| ----------------- | -- | -- | -- | -- | --- | --- | --- | --- |
| HSV Hamburg       | 10 | 9  | 1  | 0  | 310 | 245 | +65 | 19  |
| RK Cimos Koper    | 10 | 5  | 3  | 2  | 267 | 248 | +19 | 13  |
| RK Metalurg       | 10 | 5  | 2  | 3  | 254 | 231 | +23 | 12  |
| Orlen Wisla Plock | 10 | 4  | 1  | 5  | 273 | 269 | +4  | 9   |
| St. Petersburg HC | 10 | 2  | 1  | 7  | 241 | 301 | -60 | 5   |
| HCM Constanta     | 10 | 1  | 0  | 9  | 235 | 286 | -51 | 2   |

| Fecha            | Lugar                   | Local             | Resultado | Visitante         |
| ---------------- | ----------------------- | ----------------- | --------- | ----------------- |
| 29 de septiembre | O2 World Hamburg        | HSV Hamburg       | 32-20     | St. Petersburg HC |
| 1 de octubre     | Orlen Arena             | Orlen Wisla Plock | 30-29     | HCM Constanta     |
| 1 de octubre     | Avtokomanda             | RK Metalurg       | 28-23     | RK Cimos Koper    |
| 6 de octubre     | Sala Sporturilor        | HCM Constanta     | 26-34     | HSV Hamburg       |
| 8 de octubre     | Dvorana Bonifika        | RK Cimos Koper    | 27-24     | Orlen Wisla Plock |
| 9 de octubre     | Sportkompleks Ubileyniy | St. Petersburg HC | 25-25     | RK Metalurg       |
| 13 de octubre    | Sala Sporturilor        | HCM Constanta     | 25-27     | RK Cimos Koper    |
| 16 de octubre    | Orlen Arena             | Orlen Wisla Plock | 30-26     | St. Petersburg HC |
| 16 de octubre    | O2 World Hamburg        | HSV Hamburg       | 32-25     | RK Metalurg       |
| 19 de octubre    | Sportkompleks Ubileyniy | St. Petersburg HC | 27-25     | HCM Constanta     |
| 20 de octubre    | Avtokomanda             | RK Metalurg       | 31-27     | Orlen Wisla Plock |
| 23 de octubre    | Dvorana Bonifika        | RK Cimos Koper    | 23-24     | HSV Hamburg       |
| 16 de noviembre  | Sportkompleks Ubileyniy | St. Petersburg HC | 26-35     | RK Cimos Koper    |
| 19 de noviembre  | Orlen Arena             | Orlen Wisla Plock | 26-30     | HSV Hamburg       |
| 19 de noviembre  | Avtokomanda             | RK Metalurg       | 25-18     | HCM Constanta     |
| 24 de noviembre  | Sala Sporturilor        | HCM Constanta     | 20-19     | RK Metalurg       |
| 26 de noviembre  | Dvorana Bonifika        | RK Cimos Koper    | 30-23     | St. Petersburg HC |
| 27 de noviembre  | O2 World Hamburg        | HSV Hamburg       | 34-25     | Orlen Wisla Plock |
| 1 de diciembre   | O2 World Hamburg        | HSV Hamburg       | 36-25     | HCM Constanta     |
| 3 de diciembre   | Orlen Arena             | Orlen Wisla Plock | 25-25     | RK Cimos Koper    |
| 3 de diciembre   | Avtokomanda             | RK Metalurg       | 32-19     | St. Petersburg HC |
| 9 de febrero     | Sala Sporturilor        | HCM Constanta     | 19-34     | Orlen Wisla Plock |
| 11 de febrero    | Dvorana Bonifika        | RK Cimos Koper    | 22-22     | RK Metalurg       |
| 12 de febrero    | Sportkompleks Ubileyniy | St. Petersburg HC | 25-36     | HSV Hamburg       |
| 16 de febrero    | O2 World Hamburg        | HSV Hamburg       | 27-27     | RK Cimos Koper    |
| 16 de febrero    | Sala Sporturilor        | HCM Constanta     | 24-26     | St. Petersburg HC |
| 19 de febrero    | Orlen Arena             | Orlen Wisla Plock | 20-24     | RK Metalurg       |
| 25 de febrero    | Dvorana Bonifika        | RK Cimos Koper    | 28-24     | HCM Constanta     |
| 26 de febrero    | Sportkompleks Ubileyniy | St. Petersburg HC | 24-32     | Orlen Wisla Plock |
| 26 de febrero    | Avtokomanda             | RK Metalurg       | 23-25     | HSV Hamburg       |

### Grupo D
| Equipo               | PJ | PG | PE | PP | GF  | GC  | Dif  | Pts |
| -------------------- | -- | -- | -- | -- | --- | --- | ---- | --- |
| THW Kiel             | 10 | 7  | 2  | 1  | 318 | 263 | +55  | 16  |
| AG Kopenhagen        | 10 | 7  | 1  | 2  | 298 | 268 | +30  | 15  |
| Reale Ademar León    | 10 | 6  | 1  | 3  | 302 | 296 | 0    | 13  |
| Montpellier HB       | 10 | 5  | 0  | 5  | 307 | 293 | +14  | 10  |
| Pick Szeged          | 10 | 3  | 0  | 7  | 285 | 316 | -31  | 4   |
| RK Partizan Belgrado | 10 | 0  | 0  | 10 | 243 | 417 | -174 | 0   |

| Fecha           | Lugar                         | Local                | Resultado | Visitante            |
| --------------- | ----------------------------- | -------------------- | --------- | -------------------- |
| 1 de octubre    | Banjica Sport Hall            | RK Partizan Belgrado | 25-31     | AG Kopenhagen        |
| 2 de octubre    | Arena Montpellier             | Montpellier HB       | 38-34     | Reale Ademar León    |
| 2 de octubre    | Városi Sportcsarnok           | Pick Szeged          | 26-38     | THW Kiel             |
| 8 de octubre    | Palacio Municipal de Deportes | Reale Ademar León    | 33-28     | RK Partizan Belgrado |
| 9 de octubre    | Brøndbyhallen                 | AG Kopenhagen        | 36-24     | Pick Szeged          |
| 9 de octubre    | Sparkassen-Arena              | THW Kiel             | 23-24     | Montpellier HB       |
| 15 de octubre   | Városi Sportcsarnok           | Pick Szeged          | 31-35     | Reale Ademar León    |
| 16 de octubre   | Arena Montpellier             | Montpellier HB       | 36-27     | RK Partizan Belgrado |
| 22 de octubre   | Palacio Municipal de Deportes | Reale Ademar León    | 28-28     | THW Kiel             |
| 23 de octubre   | Brøndbyhallen                 | AG Kopenhagen        | 31-29     | Montpellier HB       |
| 23 de octubre   | Banjica Sport Hall            | RK Partizan Belgrado | 23-29     | Pick Szeged          |
| 19 de noviembre | Városi Sportcsarnok           | Pick Szeged          | 38-35     | Montpellier HB       |
| 19 de noviembre | Palacio Municipal de Deportes | Reale Ademar León    | 28-26     | AG Kopenhagen        |
| 20 de noviembre | Sparkassen-Arena              | THW Kiel             | 36-28     | RK Partizan Belgrado |
| 23 de noviembre | Banjica Sport Hall            | RK Partizan Belgrado | 24-35     | THW Kiel             |
| 27 de noviembre | Brøndbyhallen                 | AG Kopenhagen        | 30-29     | Reale Ademar León    |
| 4 de diciembre  | Városi Sportcsarnok           | Pick Szeged          | 31-34     | AG Kopenhagen        |
| 4 de diciembre  | Arena Montpellier             | Montpellier HB       | 31-34     | THW Kiel             |
| 4 de diciembre  | Banjica Sport Hall            | RK Partizan Belgrado | 24-27     | Reale Ademar León    |
| 18 de diciembre | Sparkassen-Arena              | THW Kiel             | 28-26     | AG Kopenhagen        |
| 18 de diciembre | Arena Montpellier             | Montpellier HB       | 29-26     | Pick Szeged          |
| 9 de febrero    | Sparkassen-Arena              | THW Kiel             | 34-24     | Pick Szeged          |
| 12 de febrero   | Brøndbyhallen                 | AG Kopenhagen        | 29-23     | RK Partizan Belgrado |
| 12 de febrero   | Palacio Municipal de Deportes | Reale Ademar León    | 29-28     | Montpellier HB       |
| 18 de febrero   | Városi Sportcsarnok           | Pick Szeged          | 31-21     | RK Partizan Belgrado |
| 19 de febrero   | Arena Montpellier             | Montpellier HB       | 27-31     | AG Kopenhagen        |
| 19 de febrero   | Sparkassen-Arena              | THW Kiel             | 38-28     | Reale Ademar León    |
| 26 de febrero   | Brøndbyhallen                 | AG Kopenhagen        | 24-24     | THW Kiel             |
| 26 de febrero   | Palacio Municipal de Deportes | Reale Ademar León    | 31-25     | Pick Szeged          |
| 26 de febrero   | Banjica Sport Hall            | RK Partizan Belgrado | 20-30     | Montpellier HB       |

## Segunda fase
|  | Octavos de final                   | Octavos de final        | Octavos de final |                           |    | Cuartos de final | Cuartos de final | Cuartos de final |  |  | Semifinales | Semifinales | Semifinales |  |  | Final      | Final      | Final      |
|  |                                    |                         |                  |                           |    |                  |                  |                  |  |  | 26 de mayo  | 26 de mayo  | 26 de mayo  |  |  | 27 de mayo | 27 de mayo | 27 de mayo |
|  |                                    |                         |                  |                           |    |                  |                  |                  |  |  |             |             |             |  |  |            |            |            |
|  |                                    |                         |                  |                           |    |                  |                  |                  |  |  |             |             |             |  |  |            |            |            |
|  |                                    |                         |                  |                           |    |                  |                  |                  |  |  |             |             |             |  |  |            |            |            |
|  | Reale Ademar León                  | 31                      | 25               |                           |    |                  |                  |                  |  |  |             |             |             |  |  |            |            |            |
|  | Reale Ademar León                  | 31                      | 25               |                           |    |                  |                  |                  |  |  |             |             |             |  |  |            |            |            |
|  | MKB Veszprém KC                    | 28                      | 27               |                           |    |                  |                  |                  |  |  |             |             |             |  |  |            |            |            |
|  | MKB Veszprém KC                    | 28                      | 27               | Reale Ademar León         | 34 | 18               |                  |                  |  |  |             |             |             |  |  |            |            |            |
|  |                                    |                         |                  |                           | 34 | 18               |                  |                  |  |  |             |             |             |  |  |            |            |            |
|  |                                    | Füchse Berlin           | 23               | 29                        |    |                  |                  |                  |  |  |             |             |             |  |  |            |            |            |
|  | Füchse Berlin                      | Füchse Berlin           | 23               | 29                        | 32 | 24               |                  |                  |  |  |             |             |             |  |  |            |            |            |
|  | Füchse Berlin                      |                         |                  |                           | 32 | 24               |                  |                  |  |  |             |             |             |  |  |            |            |            |
|  | HSV Hamburg                        | 30                      | 23               |                           |    |                  |                  |                  |  |  |             |             |             |  |  |            |            |            |
|  | HSV Hamburg                        | 30                      | 23               | Füchse Berlin             | 24 |                  |                  |                  |  |  |             |             |             |  |  |            |            |            |
|  |                                    |                         |                  |                           | 24 |                  |                  |                  |  |  |             |             |             |  |  |            |            |            |
|  |                                    | THW Kiel                | 25               |                           |    |                  |                  |                  |  |  |             |             |             |  |  |            |            |            |
|  | RK Metalurg                        | THW Kiel                | 25               | 19                        | 21 |                  |                  |                  |  |  |             |             |             |  |  |            |            |            |
|  | RK Metalurg                        |                         |                  |                           | 21 |                  |                  |                  |  |  |             |             |             |  |  |            |            |            |
|  | Croatia Osiguranje Zagreb          | 18                      | 26               |                           |    |                  |                  |                  |  |  |             |             |             |  |  |            |            |            |
|  | Croatia Osiguranje Zagreb          | 18                      | 26               | Croatia Osiguranje Zagreb | 31 | 27               |                  |                  |  |  |             |             |             |  |  |            |            |            |
|  |                                    |                         |                  |                           | 31 | 27               |                  |                  |  |  |             |             |             |  |  |            |            |            |
|  |                                    | THW Kiel                | 31               | 33                        |    |                  |                  |                  |  |  |             |             |             |  |  |            |            |            |
|  | Orlen Wisla Plock                  | THW Kiel                | 31               | 33                        | 24 | 24               |                  |                  |  |  |             |             |             |  |  |            |            |            |
|  | Orlen Wisla Plock                  |                         |                  |                           | 24 | 24               |                  |                  |  |  |             |             |             |  |  |            |            |            |
|  | THW Kiel                           | 36                      | 27               |                           |    |                  |                  |                  |  |  |             |             |             |  |  |            |            |            |
|  | THW Kiel                           | 36                      | 27               | THW Kiel                  | 26 |                  |                  |                  |  |  |             |             |             |  |  |            |            |            |
|  |                                    |                         |                  |                           | 26 |                  |                  |                  |  |  |             |             |             |  |  |            |            |            |
|  |                                    | BM Atlético Madrid      | 21               |                           |    |                  |                  |                  |  |  |             |             |             |  |  |            |            |            |
|  | KS Vive Targi Kielce               | BM Atlético Madrid      | 21               | 27                        | 23 |                  |                  |                  |  |  |             |             |             |  |  |            |            |            |
|  | KS Vive Targi Kielce               |                         |                  |                           | 23 |                  |                  |                  |  |  |             |             |             |  |  |            |            |            |
|  | RK Cimos Koper                     | 26                      | 25               |                           |    |                  |                  |                  |  |  |             |             |             |  |  |            |            |            |
|  | RK Cimos Koper                     | 26                      | 25               | RK Cimos Koper            | 26 | 24               |                  |                  |  |  |             |             |             |  |  |            |            |            |
|  |                                    |                         |                  |                           | 26 | 24               |                  |                  |  |  |             |             |             |  |  |            |            |            |
|  |                                    | BM Atlético Madrid      | 23               | 31                        |    |                  |                  |                  |  |  |             |             |             |  |  |            |            |            |
|  | Kadetten Schaffhausen              | BM Atlético Madrid      | 23               | 31                        | 27 | 30               |                  |                  |  |  |             |             |             |  |  |            |            |            |
|  | Kadetten Schaffhausen              |                         |                  |                           | 27 | 30               |                  |                  |  |  |             |             |             |  |  |            |            |            |
|  | BM Atlético Madrid                 | 36                      | 26               |                           |    |                  |                  |                  |  |  |             |             |             |  |  |            |            |            |
|  | BM Atlético Madrid                 | 36                      | 26               | BM Atlético Madrid        | 25 |                  |                  |                  |  |  |             |             |             |  |  |            |            |            |
|  |                                    |                         |                  |                           | 25 |                  |                  |                  |  |  |             |             |             |  |  |            |            |            |
|  |                                    | AG Kopenhagen           | 23               |                           |    |                  |                  |                  |  |  |             |             |             |  |  |            |            |            |
|  | IK Sävehof                         | AG Kopenhagen           | 23               | 24                        | 24 |                  |                  |                  |  |  |             |             |             |  |  |            |            |            |
|  | IK Sävehof                         |                         |                  |                           | 24 |                  |                  |                  |  |  |             |             |             |  |  |            |            |            |
|  | AG Kopenhagen                      | 34                      | 26               |                           |    |                  |                  |                  |  |  |             |             |             |  |  |            |            |            |
|  | AG Kopenhagen                      | 34                      | 26               | AG Kopenhagen             | 29 | 33               |                  |                  |  |  |             |             |             |  |  |            |            |            |
|  |                                    |                         |                  |                           | 29 | 33               |                  |                  |  |  |             |             |             |  |  |            |            |            |
|  |                                    | FC Barcelona Intersport | 23               | 36                        |    |                  |                  |                  |  |  |             |             |             |  |  |            |            |            |
|  | Montpellier Agglomération Handball | FC Barcelona Intersport | 23               | 36                        | 30 | 20               |                  |                  |  |  |             |             |             |  |  |            |            |            |
|  | Montpellier Agglomération Handball |                         |                  |                           | 30 | 20               |                  |                  |  |  |             |             |             |  |  |            |            |            |
|  | FC Barcelona Intersport            | 28                      | 36               |                           |    |                  |                  |                  |  |  |             |             |             |  |  |            |            |            |

## Octavos de final

### Füchse Berlin - HSV Hamburg
| 18 de marzo de 2012 | Füchse Berlin    | 32:30 (15:15) | HSV Hamburg     | Max-Schmeling-Halle, Berlín                                                                     |                                                                                                 |
|                     | Christophersen 8 |               | Hans Lindberg 8 | Asistencia: 8.900 espectadores Árbitro(s): Martin Gjeding (Dinamarca) y Mads Hansen (Dinamarca) | Asistencia: 8.900 espectadores Árbitro(s): Martin Gjeding (Dinamarca) y Mads Hansen (Dinamarca) |

| 25 de marzo de 2012 | HSV Hamburg     | 23:24 (11:10) | Füchse Berlin | O2 World Hamburg, Hamburg                                                                   |                                                                                             |
|                     | Hans Lindberg 5 |               | Mark Bult 4   | Asistencia: 7.800 espectadores Árbitro(s): Thierry Dentz (Francia) y Denis Reibel (Francia) | Asistencia: 7.800 espectadores Árbitro(s): Thierry Dentz (Francia) y Denis Reibel (Francia) |

### Montpellier Agglomération Handball  - FC Barcelona Intersport
| 18 de marzo de 2012 | Montpellier Agglomération Handball | 30:28 (17:11) | FC Barcelona Intersport | Arena Montpellier, Montpellier                                                                               | |
|                     | Dragan Gajic 8                     |               | Siarhei Rutenka 5       | Asistencia: 3.000 espectadores Árbitro(s): Vaclav Horacek (República Checa) y Jiri Novotny (República Checa) | Asistencia: 3.000 espectadores Árbitro(s): Vaclav Horacek (República Checa) y Jiri Novotny (República Checa) |

| 25 de marzo de 2012 | FC Barcelona Intersport | 36:20 (17:8) | Montpellier Agglomération Handball | Palau Blaugrana, Barcelona                                                                     |                                                                                                |
|                     | Daniel Sarmiento 7      |              | Dragan Gajic 7                     | Asistencia: 6.700 espectadores Árbitro(s): Nenad Krstic (Eslovenia) y Peter Ljubic (Eslovenia) | Asistencia: 6.700 espectadores Árbitro(s): Nenad Krstic (Eslovenia) y Peter Ljubic (Eslovenia) |

### Orlen Wisla Plock - THW Kiel
| 14 de marzo de 2012 | Orlen Wisla Plock           | 24:36 (12:14) | THW Kiel      | Orlen Arena, Plock                                                                                       | |
|                     | Christian Lillenes Spanne 6 |               | Filip Jicha 7 | Asistencia: 5.100 espectadores Árbitro(s): Bogdan Nicolae Stark (Rumania) y Romeo Mihai Stefan (Rumania) | Asistencia: 5.100 espectadores Árbitro(s): Bogdan Nicolae Stark (Rumania) y Romeo Mihai Stefan (Rumania) |

| 18 de marzo de 2012 | THW Kiel     | 27:24 (15:10) | Orlen Wisla Plock  | Sparkassen-Arena, Kiel                                                                       |                                                                                              |
|                     | Momir Ilic 8 |               | Michal Kubisztal 7 | Asistencia: 9.050 espectadores Árbitro(s): Csaba Dobrovits (Hungría) y Peter Tajok (Hungría) | Asistencia: 9.050 espectadores Árbitro(s): Csaba Dobrovits (Hungría) y Peter Tajok (Hungría) |

### Kadetten Schaffhausen - BM Atlético Madrid
| 15 de marzo de 2012 | Kadetten Schaffhausen | 27:36 (11:15) | BM Atlético Madrid   | Schweizersbildhalle, Schaffhausen                                                                   | |
|                     | Peter Kukucka 6       |               | Aguinagalde Akuizu 7 | Asistencia: 3.400 espectadores Árbitro(s): Vaidas Mazeika (Lituania) y Mindaugas Gatelis (Lituania) | Asistencia: 3.400 espectadores Árbitro(s): Vaidas Mazeika (Lituania) y Mindaugas Gatelis (Lituania) |

| 25 de marzo de 2012 | BM Atlético Madrid | 26:30 (14:14) | Kadetten Schaffhausen | Palacio de Vistalegre, Madrid                                                                                         | |
|                     | Kiril Lazarov 9    |               | David Graubner 6      | Asistencia: 4.200 espectadores Árbitro(s): Dennis Engkebølle Stenrand (Dinamarca) y Anders Kaerlund Birch (Dinamarca) | Asistencia: 4.200 espectadores Árbitro(s): Dennis Engkebølle Stenrand (Dinamarca) y Anders Kaerlund Birch (Dinamarca) |

### Reale Ademar León - MKB Veszprém KC
| 17 de marzo de 2012 | Reale Ademar León   | 31:28 (19:19) | MKB Veszprém KC | Palacio Municipal de León, León                                                                     | |
|                     | Martin Stranovsky 9 |               | Gabor Csaszar 7 | Asistencia: 4.600 espectadores Árbitro(s): Slave Nikolov (Macedonia) y Gjorgji Nachevski(Macedonia) | Asistencia: 4.600 espectadores Árbitro(s): Slave Nikolov (Macedonia) y Gjorgji Nachevski(Macedonia) |

| 25 de marzo de 2012 | MKB Veszprém KC | 27:25 (16:12) | Reale Ademar León | Veszprém Aréna, Veszprem                                                                                | |
|                     | Marko Vujin 8   |               | Antonio García 6  | Asistencia: 5.000 espectadores Árbitro(s): Kenneth Abrahamsen (Noruega) y Arne M. Kristiansen (Noruega) | Asistencia: 5.000 espectadores Árbitro(s): Kenneth Abrahamsen (Noruega) y Arne M. Kristiansen (Noruega) |

### KS Vive Targi Kielce - RK Cimos Koper
| 16 de marzo de 2012 | KS Vive Targi Kielce | 27:26 (13:12) | RK Cimos Koper  | Hala Legionów, Kielce                                                                           |                                                                                                 |
|                     | Denis Buntic 7       |               | Matjaz Brumen 8 | Asistencia: 4.000 espectadores Árbitro(s): Nordine Lazaar (Francia) y Laurent Reveret (Francia) | Asistencia: 4.000 espectadores Árbitro(s): Nordine Lazaar (Francia) y Laurent Reveret (Francia) |

| 24 de marzo de 2012 | RK Cimos Koper  | 25:23 (12:13) | KS Vive Targi Kielce | Dvorana Bonifika, Koper                                                                      |                                                                                              |
|                     | Matjaz Brumen 8 |               | Rastko Stojkovic 5   | Asistencia: 3.000 espectadores Árbitro(s): Lars Geipel (Alemania) y Marcus Helbig (Alemania) | Asistencia: 3.000 espectadores Árbitro(s): Lars Geipel (Alemania) y Marcus Helbig (Alemania) |

### RK Metalurg  - Croatia Osiguranje Zagreb
| 18 de marzo de 2012 | RK Metalurg      | 19:18 (7:9) | Croatia Osiguranje Zagreb | Avtokomanda, Skopje                                                                           |                                                                                               |
|                     | Zarko Markovic 7 |             | Manuel Strlek 5           | Asistencia: 7.000 espectadores Árbitro(s): Holger Fleisch (Alemania) Jürgen Rieber (Alemania) | Asistencia: 7.000 espectadores Árbitro(s): Holger Fleisch (Alemania) Jürgen Rieber (Alemania) |

| 24 de marza de 2012 | Croatia Osiguranje Zagreb | 26:21 (12:10) | RK Metalurg        | Sparkassen-Arena, Zagreb                                                                               | |
|                     | Zlatko Horvat 7           |               | Naumce Mojsovski 7 | Asistencia: 8.500 espectadores Árbitro(s): Oscar Raluy López (España) y Angel Sabroso Ramírez (España) | Asistencia: 8.500 espectadores Árbitro(s): Oscar Raluy López (España) y Angel Sabroso Ramírez (España) |

### IK Sävehof   - AG Kopenhagen
| 18 de marzo de 2012 | IK Sävehof      | 25:34 (9:19) | AG Kopenhagen        | Partillebohallen, Göteborg                                                                     |                                                                                                |
|                     | Emil Berggren 7 |              | Mads Mensah Larsen 6 | Asistencia: 4.200 espectadores Árbitro(s): Nenad Nikolic ( (Serbia) y Dusan Stojkovic (Serbia) | Asistencia: 4.200 espectadores Árbitro(s): Nenad Nikolic ( (Serbia) y Dusan Stojkovic (Serbia) |

| 24 de marzp de 2012 | AG Kopenhagen   | 26:24 (14:12) | IK Sävehof      | Brøndbyhallen, Brondby                                                                           |                                                                                                  |
|                     | Mikkel Hansen 7 |               | Emil Berggren 7 | Asistencia: 5.600 espectadores Árbitro(s): Oyvind Togstad (Noruega) y Rune Kristiansen (Noruega) | Asistencia: 5.600 espectadores Árbitro(s): Oyvind Togstad (Noruega) y Rune Kristiansen (Noruega) |

## Cuartos de final

### AG Kopenhagen - FC Barcelona Intersport
| 20 de abril de 2012 | AG Kopenhagen   | 29:23 (16:11) | FC Barcelona Intersport | Parken Stadion, Copenhague                                                                    |                                                                                               |
|                     | Mikkel Hansen 8 |               | Laszlo Nagy 6           | Asistencia: 21.300 espectadores Árbitro(s): Lars Geipel (Alemania) y Marcus Helbig (Alemania) | Asistencia: 21.300 espectadores Árbitro(s): Lars Geipel (Alemania) y Marcus Helbig (Alemania) |

| 28 de abril de 2012 | FC Barcelona Intersport | 36:33 (17:17) | AG Kopenhagen             | Palau Blaugrana, Barcelona                                                                      |                                                                                                 |
|                     | Siarhei Rutenka 9       |               | Gudjon Valur Sigurdsson 8 | Asistencia: 5.300 espectadores Árbitro(s): Nordine Lazaar (Francia) y Laurent Reveret (Francia) | Asistencia: 5.300 espectadores Árbitro(s): Nordine Lazaar (Francia) y Laurent Reveret (Francia) |

### Reale Ademar León - Füchse Berlin
| 21 de abril de 2012 | Reale Ademar León   | 34:23 (15:9) | Füchse Berlin      | Palacio de los Deportes de León, León                                                              | |
|                     | Martin Stranovsky 8 |              | Romero Fernández 8 | Asistencia: 6.000 espectadores Árbitro(s): Matija Gubica (Croacia) y Arne M. Kristiansen (Croacia) | Asistencia: 6.000 espectadores Árbitro(s): Matija Gubica (Croacia) y Arne M. Kristiansen (Croacia) |

| 29 de abril de 2012 | Füchse Berlin          | 29:18 (13:6) | Reale Ademar León | Max-Schmeling-Halle, Berlín                                                                    |                                                                                                |
|                     | Alexander Pertersson 9 |              | Andreu Candau 4   | Asistencia: 8.900 espectadores Árbitro(s): Nenad Krstic (Eslovenia) y Peter Ljubic (Eslovenia) | Asistencia: 8.900 espectadores Árbitro(s): Nenad Krstic (Eslovenia) y Peter Ljubic (Eslovenia) |

### RK Cimos Koper - BM Atlético Madrid
| 21 de abril de 2012 | RK Cimos Koper  | 26:23 (13:12) | BM Atlético Madrid | Dvorana Bonifika, Koper                                                                         |                                                                                                 |
|                     | Matjaz Brumen 5 |               | Luc Abalo 4        | Asistencia: 3.000 espectadores Árbitro(s): Martin Gjeding (Dinamarca) y Mads Hansen (Dinamarca) | Asistencia: 3.000 espectadores Árbitro(s): Martin Gjeding (Dinamarca) y Mads Hansen (Dinamarca) |

| 28 de abril de 2012 | BM Atlético Madrid  | 31:24 (14:13) | RK Cimos Koper  | Palacio de Vistalegre, Madrid                                                                |                                                                                              |
|                     | Nikolaj Markussen 8 |               | Matjaz Brumen 7 | Asistencia: 10.500 espectadores Árbitro(s): Olivier Buy (Francia) y Stevann Pichon (Francia) | Asistencia: 10.500 espectadores Árbitro(s): Olivier Buy (Francia) y Stevann Pichon (Francia) |

### Croatia Osiguranje Zagreb - THW Kiel
| 21 de abril de 2012 | Croatia Osiguranje Zagreb | 31:31 (15:12) | THW Kiel      | Arena Zagreb, Zagreb                                                                                | |
|                     | Zlatko Horvat 8           |               | Filip Jicha 8 | Asistencia: 13.000 espectadores Árbitro(s): Vaidas Mazeika (Lituania) y Mindaugas Gatelis (Lutania) | Asistencia: 13.000 espectadores Árbitro(s): Vaidas Mazeika (Lituania) y Mindaugas Gatelis (Lutania) |

| 29 de abril de 2012 | THW Kiel      | 33:27 (16:16) | Croatia Osiguranje Zagreb | Sparkassen-Arena, Kiel                                                                                | |
|                     | Filip Jicha 7 |               | Manuel Strlek 7           | Asistencia: 10.000 espectadores Árbitro(s): Sorin-Laurentiu Dinu (Rumania) y Constantin Din (Rumania) | Asistencia: 10.000 espectadores Árbitro(s): Sorin-Laurentiu Dinu (Rumania) y Constantin Din (Rumania) |

## Final4

### Semifinales

#### Füchse Berlin - THW Kiel
| 26 de mayo de 2012 | Füchse Berlin         | 24:25 (12:15) | THW Kiel       | Lanxess Arena, Colonia                                                                                   | |
|                    | Alexander Petersson 7 |               | Filip Jicha 11 | Asistencia: 20.000 espectadores Árbitro(s): Kenneth Abrahamsen (Noruega) y Arne M. Kristiansen (Noruega) | Asistencia: 20.000 espectadores Árbitro(s): Kenneth Abrahamsen (Noruega) y Arne M. Kristiansen (Noruega) |

#### BM Atlético Madrid - AG Kopenhagen
| 26 de mayo de 2012 | BM Atlético Madrid | 25:23 (12:15) | AG Kopenhagen   | Lanxess Arena, Colonia                                                                         |                                                                                                |
|                    | Kiril Lazarov 11   |               | Niclas Ekberg 5 | Asistencia: 20.000 espectadores Árbitro(s): Matija Gubica (Croacia) y Oris Milosevic (Croacia) | Asistencia: 20.000 espectadores Árbitro(s): Matija Gubica (Croacia) y Oris Milosevic (Croacia) |

### 3º y 4º puesto

#### Füchse Berlin - AG Kopenhagen
| 27 de mayo de 2012 | Füchse Berlin   | 21:26 (9:13) | AG Kopenhagen   | Lanxess Arena, Colonia                                                                                   | |
|                    | Evgeni Pevnov 5 |              | Niclas Ekberg 4 | Asistencia: 20.000 espectadores Árbitro(s): Michal Badura (Eslovenia) y Jaroslav Ondogrecula (Eslovenia) | Asistencia: 20.000 espectadores Árbitro(s): Michal Badura (Eslovenia) y Jaroslav Ondogrecula (Eslovenia) |

### Final

#### THW Kiel - BM Atlético Madrid
| 27 de mayo de 2012 | THW Kiel              | 26:21 (13:10) | BM Atlético Madrid | Lanxess Arena, Colonia                                                                        |                                                                                               |
|                    | Alexander Petersson 7 |               | Kiril Lazarov 5    | Asistencia: 20.000 espectadores Árbitro(s): Nenad Nikolic (Serbia) y Dusan Stojkovic (Serbia) | Asistencia: 20.000 espectadores Árbitro(s): Nenad Nikolic (Serbia) y Dusan Stojkovic (Serbia) |